# Angelo Felici

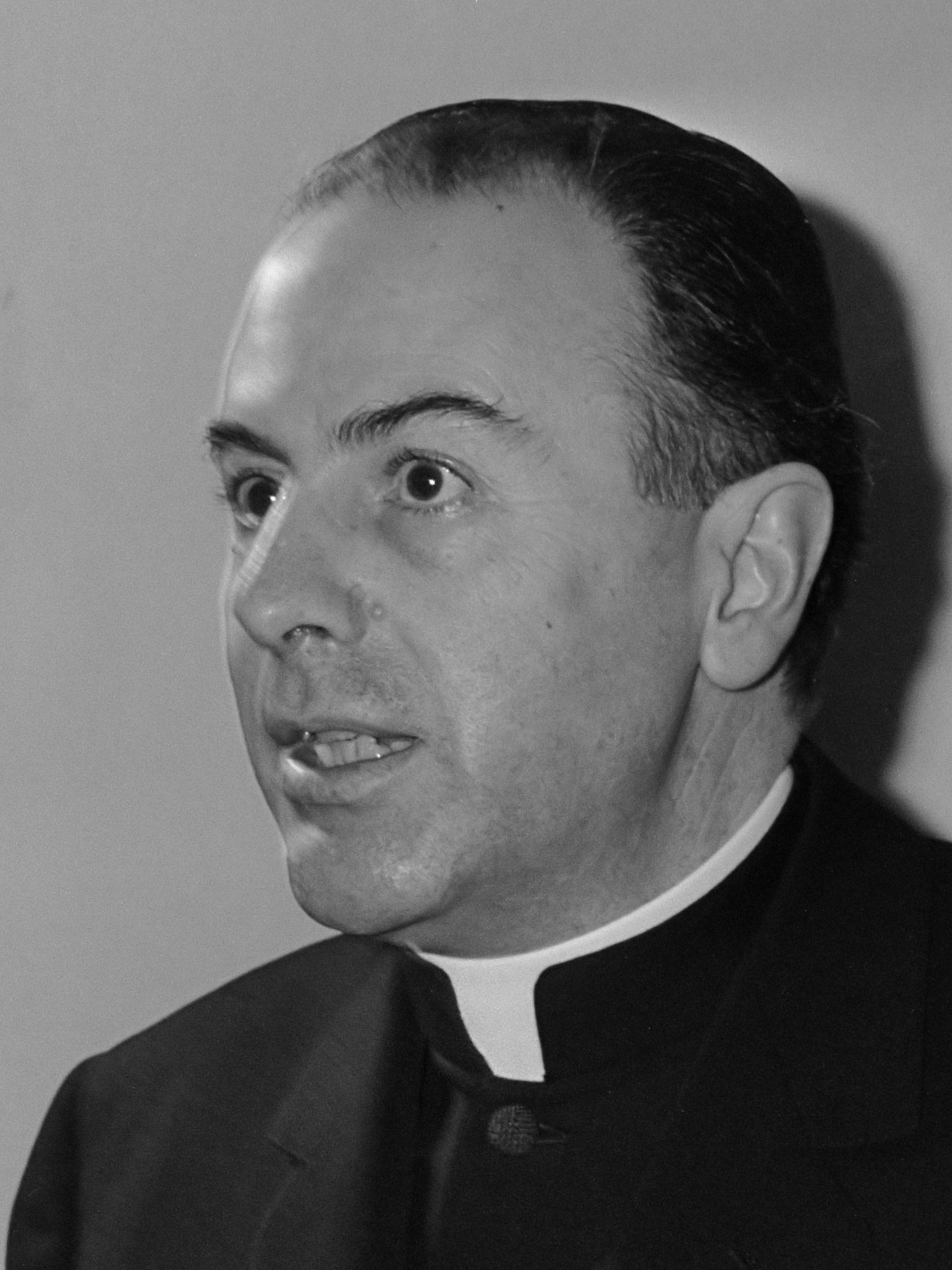
Angelo Felici (1973)

Wappen von Angelo Kardinal Felici

Angelo Kardinal Felici (* 26. Juli 1919 in Segni, Provinz Rom, Italien; † 17. Juni 2007 in Rom) war ein Kurienkardinal der römisch-katholischen Kirche.

## Leben
Angelo Felici studierte Katholische Theologie und Philosophie. Am 4. April 1942 empfing er in der Kapelle des Päpstlichen lateinamerikanischen Kollegs „Pius“ das Sakrament der Priesterweihe. Nach weiterführenden Studien an der Päpstlichen Lateranuniversität, der Päpstlichen Diplomatenakademie und der Päpstlichen Universität Gregoriana promovierte er zum Doktor des kanonischen Rechts. 1945 wurde er zum Sekretär der Kongregation für außerordentliche kirchliche Angelegenheiten ernannt. Wegen seines großen diplomatischen Geschicks übertrug man ihm viele heikle Missionen, unter anderem die Gespräche nach dem Sechstagekrieg in Jerusalem. Darüber hinaus hielt Felici regelmäßig theologische Vorlesungen an Päpstlichen Hochschulen.
Am 22. Juli 1967 ernannte ihn Papst Paul VI. zum Titularerzbischof von Caesariana und sandte ihn als Apostolischen Nuntius in die Niederlande. Die Bischofsweihe spendete ihm Amleto Giovanni Kardinal Cicognani am 24. September 1967 im Petersdom; Mitkonsekratoren waren Kurienerzbischof Giovanni Benelli und Bischof Luigi Maria Carli.
1969 forderten auf dem „Pastoraal Concilie“ der Niederlande in Noordwijkerhout mit 90 zu 6 Stimmen  die Abschaffung der Jahrhunderte alten Zölibatsvorschrift für katholische Priester. „Für künftige Priester soll das Zölibat nicht mehr verpflichtend sein“, lautete der Beschluss in den Niederlanden. Als Apostolischer Nuntius hatte Felici unmittelbar vor der Abstimmung unter Protest den Saal verlassen.
Von 1976 bis 1979 wirkte er als Apostolischer Nuntius in Portugal, von 1979 bis 1988 in derselben Funktion in Frankreich.
Am 28. Juni 1988 nahm ihn Papst Johannes Paul II. als Kardinaldiakon mit der Titeldiakonie Santi Biagio e Carlo ai Catinari in das Kardinalskollegium auf und ernannte ihn drei Tage später zum Präfekten der Kongregation für die Selig- und Heiligsprechungsprozesse. Diesen Posten behielt Kardinal Felici bis zum 13. Juni 1995. 1999 wurde er unter Beibehaltung seiner Titelkirche zum Kardinalpriester pro hac vice erhoben. Von 1995 bis 2000 war er Präsident der Päpstlichen Kommission Ecclesia Dei. Am Konklave 2005 nahm er wegen Überschreitung der Altersgrenze nicht mehr teil.
Er starb 2007 an den Spätfolgen eines Sturzes im Jahr 1999, bei dem er sich den Oberschenkel gebrochen hatte. Die Feier der Exequien unter der Leitung von Papst Benedikt XVI. fand am 19. Juni 2007 im Petersdom statt.

## Ehrungen
- 1960: Großes Bundesverdienstkreuz
- 1965: Großoffizier des Verdienstordens der Italienischen Republik
- 1966: Großoffizier des Ordens des Infanten Dom Henrique
- 1979: Großkreuz des Ordens des Infanten Dom Henrique